# 安提奥奇之歌
安提奥奇之歌（法語：Chanson d'Antioche）是一首武功歌，有9000行，是亚历山大格式的诗行，本诗的一个版本是在1180年左右为法国皇室观众创作。本诗包括带有历史性质的史诗，受1097年–1099年间的事件启发，高潮是第一次十字军东征：对安提俄克和耶路撒冷的征服和十字軍國家的起源。